# بانک نورگس
بانک نورگس (انگلیسی: Norges Bank) بانک دولتی نروژی است، که در سال ۱۸۱۶ تأسیس شد.